# Amt Hürup
La comunità amministrativa di Hürup (Amt Hürup) si trova nel circondario di Schleswig-Flensburgo nello Schleswig-Holstein, in Germania.

## Suddivisione
Comprende 7 comuni:
1. Ausacker (526)
2. Freienwill (1 625)
3. Großsolt (1 766)
4. Hürup (1 255)
5. Husby (2 390)
6. Maasbüll (714)
7. Tastrup (395)

Il capoluogo è Hürup.
(Tra parentesi i dati della popolazione al 31 dicembre 2021)